# Therapeutische Wirksamkeit
In der Medizin ist die therapeutische Wirksamkeit, meist kurz Wirksamkeit genannt, das Vermögen einer therapeutischen Maßnahme, den Verlauf einer Krankheit günstig zu beeinflussen. Der allgemeinere Begriff medizinische Wirksamkeit kann sich auch auf präventive Maßnahmen beziehen, die einer Krankheit vorbeugen sollen, zum Beispiel auf Impfungen (Impfstoffwirksamkeit). Die Begriffe werden ferner verwendet, wenn es um eine zweifelhafte gesundheitliche Wirkung von Stoffen oder Maßnahmen geht, die normalerweise nicht als Therapeutika gelten, etwa bei Functional Food.
Der Begriff klinische Wirksamkeit bezieht sich insbesondere auf die Wirksamkeit, die in klinischen Studien unter genau definierten und kontrollierten Bedingungen gemessen wird. Die spätere „Alltagswirksamkeit“ im realen Behandlungsalltag kann geringer sein, zum Beispiel weil dann einige Patienten ihre Medikamente nicht so zuverlässig einnehmen wie in klinischen Studien.
Anstelle von Wirksamkeit wird jeweils auch das Fremdwort Effektivität verwendet (therapeutische Effektivität – medizinische Effektivität – klinische Effektivität). In der Tiermedizin spricht man ebenfalls von therapeutischer Wirksamkeit und klinischer Wirksamkeit.

## Beurteilung der Wirksamkeit

### Methodik
Zur Bestimmung der Wirksamkeit sind klinische Studien an größeren Gruppen nötig. Dabei werden zwei oder mehr Patientengruppen miteinander verglichen. Eine Gruppe erhält die Behandlung, die getestet werden soll. Eine Kontrollgruppe erhält in der Regel entweder die bisherige Standardbehandlung oder ein Placebo. Meistens handelt es sich um Doppelblindstudien. Wenn die Zahl der Patienten groß genug ist, können auch Phänomene wie Spontanheilung die Studienergebnisse kaum beeinflussen.

### Bedeutung
Arzneimittel ohne erfolgreichen Wirksamkeitsnachweis erhalten keine Arzneimittelzulassung.  Dieser kann nur durch genehmigte klinische Studien mit von den Arzneimittelbehörden akzeptierten Wirksamkeitskriterien geführt werden.
Zahlreiche alternativmedizinische Strömungen und auch Behandlungen im Rahmen der „Schulmedizin“ nehmen für sich eine Wirksamkeit in Anspruch, ohne dass diese durch qualitativ hochwertige Studien nachgewiesen wurde. So wiesen zwei von wissenschaftlichen Medizinern und Homöopathen gemeinsam geplante und durchgeführte Studien eine lediglich in etwa dem Placebo vergleichbare Wirkung der homöopathischen Mittel nach.

### Grenzen der Beurteilung der Wirksamkeit
Die in klinischen Studien gemessene Wirksamkeit ist eine statistische Aussage, die sich auf einzelne Patienten nur im Sinne einer Wahrscheinlichkeit anwenden lässt. Eine allgemein als wirksam geltende Therapie kann im Einzelfall versagen, auch wenn sie regelrecht angewandt wurde. Auch Nebenwirkungen treten bei individuellen Patienten unterschiedlich in Erscheinung.

### Gesetzliche Kriterien und Leitlinien
Vom Gesetzgeber wird verlangt, dass sich der einzelne Arzt in seinen Entscheidungen am vorhandenen medizinischen Wissen orientiert. Als Stand der Wissenschaft wird dieses gesicherte Wissen in den entsprechenden Zeitschriften veröffentlicht oder auf Fortbildungsveranstaltungen vermittelt.
Inzwischen wurden durch die evidenzbasierte Medizin Leitlinien erarbeitet, denen ein verantwortungsbewusster Arzt folgen kann. Da das Wissen in der Medizin in den letzten Jahrzehnten stark zugenommen hat, muss er in der Lage sein, die Qualität einer vorgelegten Studie zu beurteilen, um die „Spreu vom Weizen“ zu trennen. Er muss zumindest in der Lage sein, sich auf das Wissen anerkannter Fachleute zu verlassen.
Die Aussagekraft medizinischer Studien wird von der evidenzbasierten Medizin hierarchisch geordnet. Am aussagekräftigsten sind dabei (in absteigender Reihenfolge)
1. anerkannte und methodisch hochwertige klinische Studien in ihrer Zusammenschau
2. einzelne ausreichend große, methodisch hochwertige klinische Studien (dabei handelt es sich oft um sogenannte randomisierte, kontrollierte Studien)
3. wenigstens eine hochwertige Studie ohne Randomisierung
4. methodisch hochwertige experimentelle Studien
5. mehr als eine methodisch hochwertige nicht-experimentelle Studie
6. Meinungen und Überzeugungen angesehener Autoritäten aufgrund deren klinischer Erfahrung (Expertenkommissionen)
7. und am Schluss: eigene Anschauung und Erfahrung

### Urteile und Beschlüsse
In der Vergangenheit war die Leistungspflicht der Krankenkassen bei der Anwendung von Behandlungsmethoden, deren therapeutische Wirksamkeit bisher nicht wissenschaftlich belegt wurde, mehrfach Inhalt höchstrichterlicher Rechtsprechung. Zu beachten ist dabei jedoch, dass sich die Gerichte in diesen Fällen ausdrücklich nicht mit der Wirksamkeit komplementärmedizinischer Methoden selbst befassten, sondern lediglich mit den Kriterien, die einen Anspruch auf Kostenerstattung durch die Krankenkassen bei der Behandlung nach Konzepten ohne nachgewiesene therapeutische Wirksamkeit begründen. Die nachfolgenden Urteile und Beschlüsse dürfen daher nicht als Wirksamkeitsnachweise für die teils umstrittenen Heilsysteme der Alternativ- bzw. Komplementärmedizin angesehen werden.
- Urteil des Bundesgerichtshofs vom 23. Juni 1993, Az. IV ZR 135/92:
 Der BHG erklärt die so genannte Wissenschaftsklausel für unwirksam. Diese Klausel schreibt vor, dass die Krankenversicherungen bei wissenschaftlich nicht anerkannten Methoden grundsätzlich nicht zur Übernahme der Behandlungskosten verpflichtet waren.[8]
- Urteil des Bundesgerichtshofs vom 10. Juli 1996, Az. IV ZR 133/95:
 Im Falle einer unheilbaren Krankheit (in dem dem Urteil zugrunde liegenden Fall handelte es sich um eine AIDS-Erkrankung) muss die private Krankenversicherung die Kosten für eine Behandlung auch dann übernehmen, wenn die „medizinische Richtigkeit“ der angewandten Behandlungsmethode nicht zweifelsfrei belegt ist, da jede Therapie einer unheilbaren Erkrankung zwangsläufig „Versuchscharakter“ habe.[9]
- Urteil des Bundessozialgerichts vom 16. September 1997, Az. 1 RK 28/95:
 Versicherte haben grundsätzlich keinen Anspruch auf Kostenerstattung bei neuen Untersuchungs- und Behandlungsmethoden, solange diese nicht vom damaligen Bundesausschuss der Ärzte und Krankenkassen (der Vorläuferinstitution des heutigen Gemeinsamen Bundesausschusses) als zweckmäßig anerkannt sind. In Einzelfällen kann jedoch ein Kostenerstattungsanspruch bestehen, wenn der Bundesausschuss nicht oder nicht zeitgerecht über die Anerkennung entschieden hat (sogenanntes Systemversagen).[10][11]
- Beschluss des Bundesverfassungsgerichts vom 6. Dezember 2005, Az. 1 BvR 347/98 (sog. Nikolausurteil[12]):
 Nach einer Verfassungsbeschwerde eines an einer unheilbaren Krankheit leidenden Patienten, der sich in seiner terminalen Lebensphase befand, wurde das oben genannte Urteil des Bundessozialgerichts vom 16. September 1997, Az. 1 RK 28/95, wieder aufgehoben.[13] Im Leitsatz des Beschlusses heißt es:

„Es ist mit den Grundrechten […] nicht vereinbar, einen gesetzlich Krankenversicherten, für dessen lebensbedrohliche oder regelmäßig tödliche Krankheit eine allgemein anerkannte, medizinischem Standard entsprechende Behandlung nicht zur Verfügung steht, von der Leistung einer von ihm gewählten, ärztlich angewandten Behandlungsmethode auszuschließen, wenn eine nicht ganz entfernt liegende Aussicht auf Heilung oder eine spürbare Einwirkung auf den Krankheitsverlauf besteht.“

Bei den genannten Urteilen und Beschlüssen handelte es sich stets um Entscheidungen der Gerichte in konkreten Einzelfällen. Aus ihnen kann daher kein allgemeingültiger Anspruch auf Kostenerstattung durch die Krankenkassen bei der Anwendung komplementärmedizinischer Methoden und Konzepte abgeleitet werden.

## Therapeutische Breite
Die therapeutische Breite eines Arzneimittels ist ein Maß für den Abstand zwischen wirksamer Dosis und tödlicher Dosis. Dieser Abstand sollte möglichst groß sein. Die therapeutische Breite wird berechnet als das Verhältnis der mittleren letalen Dosis (Dosis, die bei 50 % der Probanden tödlich wirkt) zur mittleren Effektivdosis (Dosis, die bei 50 % der Probanden die erwünschte Wirksamkeit erzielt).

## Englische Bezeichnungen
Bei der Übertragung englischsprachiger medizinischer Literatur können sowohl efficacy als auch effectiveness und efficiency mit „Wirksamkeit“ übersetzt werden. Entsprechend können sowohl efficacious als auch effective und efficient mit „wirksam“ übersetzt werden.
Diese Begriffe werden mit Überschneidungen und nicht einheitlich verwendet und bieten so Spielraum für Interpretationen. Sie werden tendenziell wie folgt verwendet:
- efficacy (Wirkungsvermögen) – die grundsätzliche Wirksamkeit
- effectiveness (Effektivität) – das Ausmaß der Wirksamkeit
- efficiency (Effizienz) – die Wirksamkeit im Verhältnis zu den Kosten oder zum Aufwand

Das DocCheck Flexikon nennt außerdem potency und differenziert die Begriffe wie folgt:
- efficacy – Wirkungsvermögen, meist die Wirksamkeit im Rahmen von kontrollierten, klinischen Studien
- effectiveness – Effektivität in der routinemäßigen, alltäglichen Anwendung
- efficiency – Wirksamkeit unter Kosten-Nutzen-Abwägung
- potency – Wirkstärke im Sinne der Dosis-Wirkungs-Kurve, d. h. die Konzentration eines Wirkstoffes, die für einen bestimmten Effekt nötig ist